# George W. Casey, Jr.
George William Casey, Jr (nacido 21 de julio de 1948 en Sendai, Japón) fue el 36.º jefe de Estado Mayor del Ejército de los Estados Unidos, del 10 de abril de 2007, al 10 de abril de 2011, El general Casey se desempeñó anteriormente como comandante general de la Fuerza Multinacional en Irak entre junio de 2004 y el 8 de febrero de 2007. Él ascendió a su actual cargo y jerarquía el 10 de abril de 2007.

## Primeros años
Casey nació en 1948, en la localidad de Sendai, durante la ocupación aliada de Japón. Su padre, George William Casey, era un graduado de West Point, que alcanzó el rango de Mayor General y sirvió en dos guerras (la guerra de Corea, y Guerra de Vietnam). Su padre comandó la 1.ª División de Caballería en Vietnam y murió el 7 de julio de 1970 cuando el helicóptero a su mando se estrelló en el sur de Vietnam, camino a un hospital para visitar a soldados estadounidenses heridos.
Creció al sur de Boston, Massachusetts y asistió al "Boston College High School" en Dorchester, Massachusetts. Después de la escuela secundaria, obtuvo un Bachelor of Science (bachillerato en ciencias) en relaciones internacionales en el Edmund A. Walsh School of Foreign Service de la Universidad de Georgetown y una Master of Arts en la Josef Korbel School of International Studies de la Universidad de Denver.

## Carrera militar

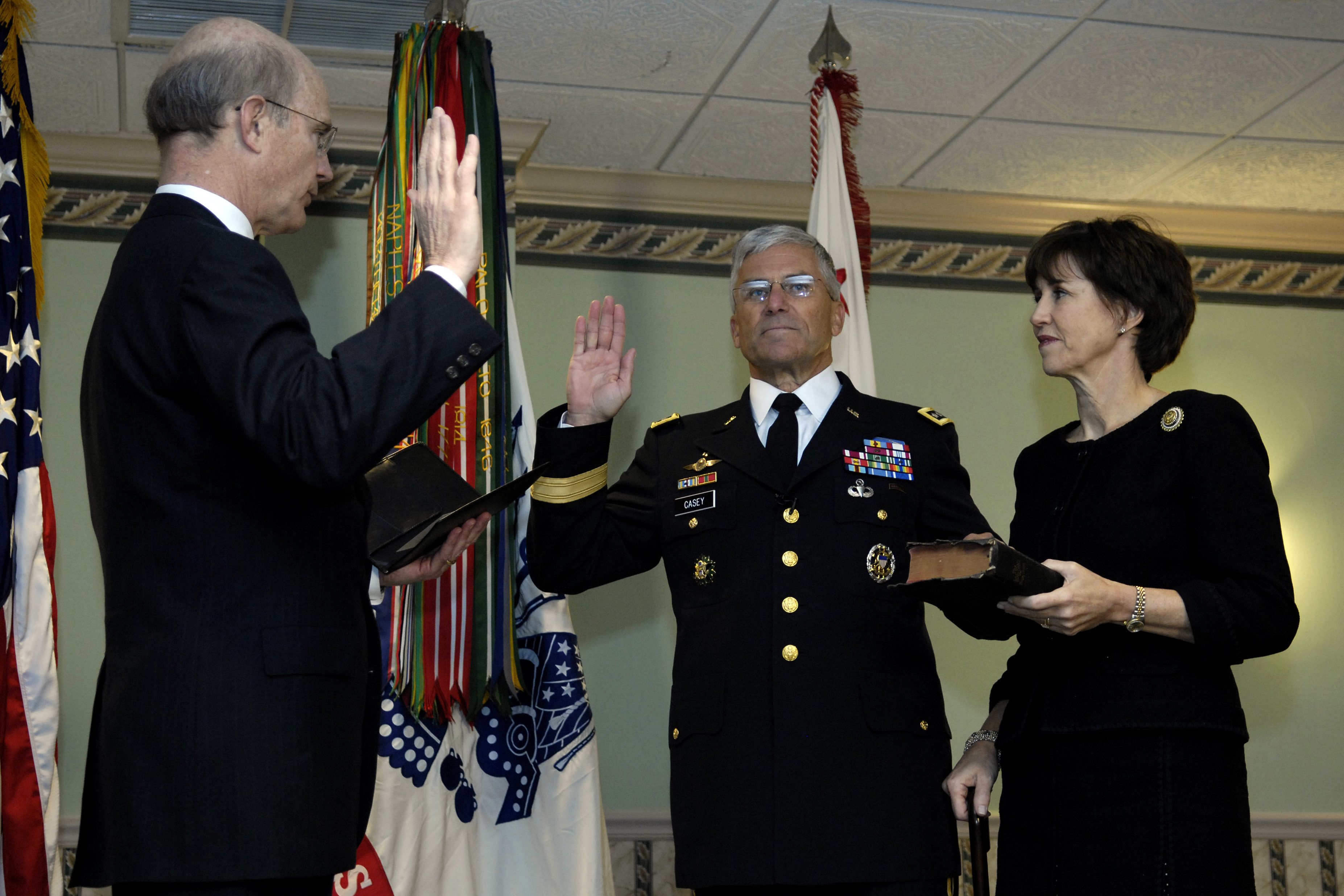
El secretario interino del Ejército, Pete Geren, toma juramento al general del Ejército de EE. UU. George W. Casey Jr. como jefe del Estado Mayor del 36º Ejército en Fort Myer, Virginia.

Fue comisionado al de Cuerpo de Entrenamiento de Oficiales de la Reserva (ROTC) del Ejército de Estados Unidos en 1970, después de la graduación de Georgetown.
Casey sirvió en la división de infantería mecanizada durante el mando de su carrera. Fue comandante de la 3.ª Brigada de la 1.ª División de Caballería, y auxiliar de maniobras (más tarde Comandante Auxiliar de la División - Apoyo) del Comandante de División de la 1.ª División Blindada en Alemania. Es desplegado como parte de la Operación Esfuerzo Conjunto en Bosnia-Herzegovina desde julio de 1996 hasta agosto de 1997. El general y el resto del personal del puesto de mando estuvieron basados en Slavonski Brod, Croacia. Casey tomó el mando de la 1.ª División Blindada en julio de 1999.
Después de abandonar el mando de la división en julio de 2001, Casey sirvió en una posición de altos funcionarios en el Pentágono como Director de Políticas y Planes Estratégicos, J-5, o Estado Mayor Conjunto, de octubre de 2001 a enero de 2003. Su siguiente cargo fue el de Director del Estado Mayor Conjunto en Washington D. C. a partir de enero de 2003 a octubre de 2003. A raíz de estas tareas, Casey fue nombrado y confirmado como el 30.ª Vicejefe de Estado Mayor del Ejército, sirviendo en ese cargo hasta junio de 2004.